# (5405) Neverland
(5405) Neverland es un asteroide perteneciente al cinturón de asteroides, descubierto el 11 de abril de 1991 por Yoshio Kushida y el también astrónomo Osamu Muramatsu desde el Yatsugatake-Kobuchizawa Observatory, Japón.

## Designación y nombre
Designado provisionalmente como 1991 GY. Fue nombrado Neverland en homenaje al país donde vive y se desarrolla la obra teatral Peter Pan, escrita por Sir James M. Barrie y más tarde adaptada a película de animación de Walt Disney. Never Land es una isla fantástica que flota entre las estrellas, donde habitan Peter Pan, Campanilla, Wendy y muchos otros. Peter Pan ha cautivado a generaciones de niños y jóvenes de todo el mundo.

## Características orbitales
Neverland está situado a una distancia media del Sol de 2,665 ua, pudiendo alejarse hasta 3,291 ua y acercarse hasta 2,039 ua. Su excentricidad es 0,234 y la inclinación orbital 10,40 grados. Emplea 1589,29 días en completar una órbita alrededor del Sol.

## Características físicas
La magnitud absoluta de Neverland es 12,5.